# Graham Patrick Martin

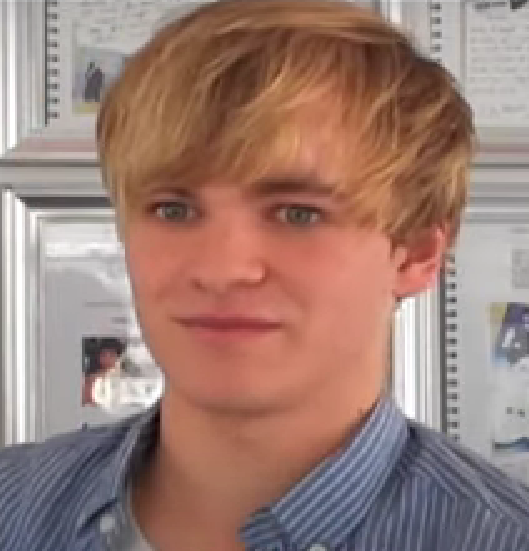
Graham Patrick Martin (2012)

Graham Patrick Martin (* 14. November 1991 in Thibodaux, Louisiana) ist ein US-amerikanischer Schauspieler. Internationale Bekanntheit erlangte er durch seine Rolle als Eldridge McElroy in der US-amerikanischen Sitcom Two and a Half Men.

## Leben
Graham Patrick Martin hat die Rolle des älteren Sohnes von Bill Engvall in der Sitcom The Bill Engvall Show, die 2007 bis 2009 gedreht wurde. Er spielte die Rolle des Willie Chandler, Jr., in Jack Ketchum’s Evil. Außerdem erschien er auch in Criminal Intent – Verbrechen im Visier und Two and a Half Men, wo er gelegentlich einen Freund von Jake Harper (Angus T. Jones) in den Staffeln 7 bis 9 spielt. Im Serienfinale von The Closer und von 2012 bis 2018 spielte er die Rolle des Rusty Beck in der Krimiserie Major Crimes.

## Filmografie
- 2006: Criminal Intent – Verbrechen im Visier (Law & Order: Criminal Intent, Fernsehserie, Folge 5x20)
- 2007: Jack Ketchum’s Evil (The Girl Next Door)
- 2007–2009: The Bill Engvall Show (Fernsehserie, 31 Folgen)
- 2009: iCarly (Fernsehserie, Folge 2x13)
- 2009: JONAS – Die Serie (Fernsehserie, Folge 1x10)
- 2010–2012: Two and a Half Men (Fernsehserie, 17 Folgen)
- 2010: Rising Stars
- 2011: Meine Schwester Charlie (Good Luck Charlie, Fernsehserie, Folge 2x14)
- 2012: The Closer (Fernsehserie, Folge 7x21)
- 2012–2018: Major Crimes (Fernsehserie, 105 Folgen)
- 2013: Anna Nicole – Leben und Tod eines Playmates (Anna Nicole, Fernsehfilm)
- 2015: Impastor (Fernsehserie, Folge 1x01)
- 2018: The Good Doctor (Fernsehserie, Folge 1x18)
- 2019: Catch-22 (Fernsehserie, 6 Folgen)
- 2019: S.W.A.T. (Fernsehserie, Folge 4x06)
- 2020: The Rookie (Fernsehserie, Folge 2x18)
- 2023: The Line